# 宇田川興斎
宇田川 興斎（うだがわ こうさい、文政4年8月15日（1821年9月11日） - 明治20年（1887年）5月3日）は、幕末から明治期の翻訳家・英文学者。箕作阮甫らと共に幕末の対米露交渉時に翻訳業で活躍。美濃大垣の医師飯沼慾斎の息子（三男）で後に宇田川榕菴の養子。長男に宇田川準一がある。
明治5年（1872年）には、幕末から住んでいた津山より一家まとめて東京に出、蛎殻町三丁目にあった旧藩主松平家の邸内に住んだ。漢学の方でも日本有数の大家だった上に、書を能くし、和歌にも秀で、謡曲、囲碁といった趣味も、素人の域を抜いていたという。
墓所は泰安寺（岡山県津山市）。

## 著作
- 『英吉利文典』
- 『万宝新書』
- 『山砲用法』